# Bocchoris trimaculalis
Bocchoris trimaculalis là một loài bướm đêm trong họ Crambidae.